# Olympische Winterspiele 1932/Teilnehmer (Vereinigte Staaten)
| Gelbes Symbol für Goldmedaillen mit stilisierten Olympischen Ringen | Graues Symbol für Silbermedaillen mit stilisierten Olympischen Ringen | Braundes Symbol für Bronzemedaillen mit stilisierten Olympischen Ringen |
| ------------------------------------------------------------------- | --------------------------------------------------------------------- | ----------------------------------------------------------------------- |
| 6                                                                   | 4                                                                     | 2                                                                       |

Die Vereinigten Staaten nahmen an den III. Olympischen Winterspielen 1932 in Lake Placid mit einer Delegation von 64 Athleten in sieben Disziplinen teil, davon 58 Männer und 6 Frauen. Fahnenträger bei der Eröffnungsfeier war der Bobfahrer Billy Fiske.

## Teilnehmer nach Sportarten

### Bob
Männer, Zweier
- Hubert Stevens, Curtis Stevens
Gold  (8:14,74 min)

- Jack Heaton, Robert Minton
Bronze  (8:29,15 min)

Männer, Vierer
- Billy Fiske, Edward Eagan, Clifford Gray, Jay O’Brien
Gold  (7:53,68 min)

- Henry Homburger, Percy Bryant, Paul Stevens, Edmund Horton
Silber  (7:55,70 min)

### Eishockey
Männer
- Ty Anderson
- Johnny Bent
- John Chase
- John Cookman
- Doug Everett
- Franklin Farrell
- Joseph Fitzgerald
- Ted Frazier
- John Garrison
- Gerard Hallock
- Robert Livingston
- Francis Nelson
- Winthrop Palmer
- Gordon Smith
Silber

### Eiskunstlauf
Männer
- William Nagle
11. Platz (1884,8)

- Gail Borden
8. Platz (2110,8)

- James Madden
7. Platz (2049,6)

- Roger Turner
6. Platz (2297,6)

Frauen
- Louise Weigel
14. Platz (1769,4)

- Suzanne Davis
12. Platz (1780,4)

- Margaret Bennett
11. Platz (1826,8)

- Maribel Vinson
Bronze  (2158,8)

Paare
- Gertrude Meredith & Joseph Savage
7. Platz (77,5)

- Beatrix Loughran & Sherwin Badger
Silber  (10,5)

### Eisschnelllauf
Männer
- Jack Shea
500 m: Gold  (43,4 s, olympischer Rekord)
1500 m: Gold  (2:57,5 min)

- Raymond Murray
500 m: im Vorlauf ausgeschieden
1500 m: 5. Platz

- Allan Potts
500 m: im Vorlauf ausgeschieden

- John Farrell
500 m: 6. Platz

- Herbert Taylor
1500 m: 6. Platz
5000 m: 4. Platz

- Lloyd Guenther
1500 m: im Vorlauf ausgeschieden

- Irving Jaffee
5000 m: Gold  (9:40,8 min)
10.000 m: Gold  (19:13,6 min)

- Eddie Murphy
5000 m: Silber

- Carl Springer
5000 m: im Vorlauf ausgeschieden

- Edwin Wedge
10.000 m: 4. Platz

- Valentine Bialas
10.000 m: 5. Platz

- Eddie Schroeder
10.000 m: 8. Platz

### Nordische Kombination
- John Ericksen
Einzel: 25. Platz (316,30)

- Lloyd Ellingson
Einzel: 16. Platz (354,20)

- Rolf Monsen
Einzel: 9. Platz (369,30)

- Edward Blood
Einzel: 14. Platz (361,45)

### Skilanglauf
Männer
- Erling Andersen
18 km: 42. Platz (1:58:13 h)

- Rolf Monsen
18 km: 33. Platz (1:42:36 h)

- Richard Parsons
18 km: 28. Platz (1:40:08 h)
50 km: 15. Platz (5:13:59 h)

- Olle Zetterstrom
18 km: 23. Platz (1:38:26 h)

- Nort Billings
50 km: nicht beendet

- Robert Reid
50 km: 33. Platz (5:26:06 h)

- Nils Backstrom
50 km: 33. Platz (5:25:40 h)

### Skispringen
- Roy Mikkelsen
Normalschanze: ausgeschieden nach Sturz beim 1. Sprung

- Peder Falstad
Normalschanze: 13. Platz (199,5)

- John Steele
Normalschanze: 15. Platz (195,6)

- Caspar Oimoen
Normalschanze: 5. Platz (216,7)